# Tetragnatha kiwuana
Tetragnatha kiwuana este o specie de păianjeni din genul Tetragnatha, familia Tetragnathidae, descrisă de Strand, 1913. Conform Catalogue of Life specia Tetragnatha kiwuana nu are subspecii cunoscute.